# Cameroun

Deutsche Kolonie
Britisches Kamerun nach dem Ersten Weltkrieg
Französisches Kamerun nach dem Ersten Weltkrieg
unabhängiges Kamerun seit 1960

Cameroun, in deutschen Texten häufig als Französisch-Kamerun bezeichnet, war von 1916 bis 1960 Teil des französischen Kolonialreichs in Zentralafrika. Das Gebiet, welches heute den Großteil der Republik Kamerun ausmacht, war von 1922 bis 1946 B-Völkerbundsmandat und 1946 bis 1960 UN-Treuhandgebiet. Es hatte eine Fläche von 432.000 Quadratkilometern.
Die deutsche Kolonie Kamerun wurde im Ersten Weltkrieg von Briten und Franzosen besetzt. Der Völkerbund erteilte in der Folge Frankreich und dem Vereinigten Königreich die Mandatsherrschaft über das Gebiet. Nach dem Zweiten Weltkrieg wurde der Status des Gebietes in ein UN-Treuhandgebiet umgewandelt. Im Januar 1960, als das Land seine Unabhängigkeit erlangte, wartete es noch auf die Vereinigung mit dem britischen Teil Kameruns – und im Oktober 1961 wurde der südliche Teil dieses Gebietes, das sogenannte Südkamerun, in den neuen Staat Kamerun integriert, während der nördliche Teil an Nigeria angeschlossen wurde.